# Hypercompe brasiliensis
Hypercompe brasiliensis är en fjärilsart som beskrevs av Rothschild 1910. Hypercompe brasiliensis ingår i släktet Hypercompe och familjen björnspinnare. Inga underarter finns listade i Catalogue of Life.